# Melipona mimetica
Melipona mimetica är en biart som beskrevs av Cockerell 1914. Melipona mimetica ingår i släktet Melipona och familjen långtungebin. Inga underarter finns listade i Catalogue of Life.